# رود آرگون (آسیا)
 رود آرگون رودی است به رود آمور می‌ریزد. این رود از کشورهای روسیه و جمهوری خلق چین می‌گذرد.
تاریخچه 
در کتاب تاریخ سری مغولان افسانه‌ای در باره تبار مغول ارغون آمده است که در این افسانه، مغولان بر دیگر قبایل چیره شدند و چنان کشتاری را در میان آن‌ها به راه انداختند که بیش از دو مرد و دو زن از آن‌ها باقی نماندند.